# Aizenay
 Aizenay  es una población y comuna francesa, en la región de Países del Loira, departamento de Vendée, en el distrito de La Roche-sur-Yon y cantón de Le Poiré-sur-Vie.

## Demografía
| 4,077 | 4,348 | 4,802 | 5,149 | 5,344 | 6,095 | 7,334 | 7,754 |
| Para los censos de 1962 a 1999 la población legal corresponde a la población sin duplicidades (Fuente: INSEE [Consultar]) |       |       |       |       |       |       |       |